# Tango (rivista)
Tango è stato un inserto umoristico de l'Unità ideato e diretto dal vignettista Sergio Staino, pubblicato dal 1986 al 1988 a cadenza settimanale, per un totale di 127 numeri.

## Storia
Uno dei primi esperimenti di satira "dall'interno", in quanto avente come principale soggetto il Partito Comunista Italiano, Tango ha annoverato fra gli altri alcuni tra i maggiori vignettisti dell'epoca e odierni, molti dei quali provenienti dal giornale satirico Il Male, come Altan, Ellekappa, Renato Calligaro, Roberto Perini e Andrea Pazienza, la cui ultima testimonianza vignettistica prima della morte (una serie di vignette che ritraevano l'allora segretario PCI Achille Occhetto) fu pubblicata proprio in tale inserto. Ogni pagina veniva decorata da Pablo Echaurren. Immancabile la rubrica “Il tango della settimana” affidata a Meri Lao che, con tangologica ironia sudamericana, abbinava una canzone tango, testo originale e traduzione, al disegno in tema. Oltre alle vignette, Tango ha ospitato anche commenti, satirici e non, di autori come David Riondino, Michele Serra, Daniele Luttazzi, Francesco Guccini e Gino e Michele.
Da Tango derivano numerosi periodici di satira odierni, a partire dal conosciuto Cuore, che tra l'altro iniziò le sue pubblicazioni a sua volta come inserto de l'Unità.

## Il caso "Nattango"
Nell'estate del 1986 vi fu una curiosa vicenda che, nata come gioco tra vignettisti, si trasformò in caso politico. La vicenda ebbe origine da un'intervista di Giorgio Forattini a La Nuova Sardegna del luglio 1986, in cui Forattini criticava il supplemento de L'Unità di essere strumento di propaganda e di non avere il coraggio di mettere alla berlina i dirigenti del Partito Comunista. Nel numero seguente di Tango Staino disegnò, imitando lo stile di Forattini, una caricatura del segretario comunista Alessandro Natta che ballava nudo al suono di un'orchestrina guidata da Bettino Craxi e Giulio Andreotti. La risposta di Forattini sulle pagine di La Repubblica fu un disegno di Bobo (alter ego di Staino) inseguito da Natta con un panetto di burro in mano, con la didascalia Ultimo Tango a Parigi. Nel frattempo la querelle aveva suscitato diverse dichiarazioni politiche sui limiti e il buon gusto della satira (Craxi, ad esempio, dichiarò che non avrebbe mai permesso che l'Avanti! pubblicasse una vignetta che lo rappresentava nudo). La vicenda si concluse con una nuova vignetta di Staino, intitolata "Errata Corrige", in cui Craxi e Andreotti ballavano nudi al suono della musica di Natta.